# Léopold et Rudolf Blaschka
Léopold Blaschka (né le 27 mai 1822 et mort en juillet 1895) et son fils Rudolf Blaschka (né le 17 juin 1857 et mort le 1er mai 1939) sont des artisans verriers allemands connus pour leurs réalisations de représentations en verre du monde floral et animal.

## Biographie de Léopold

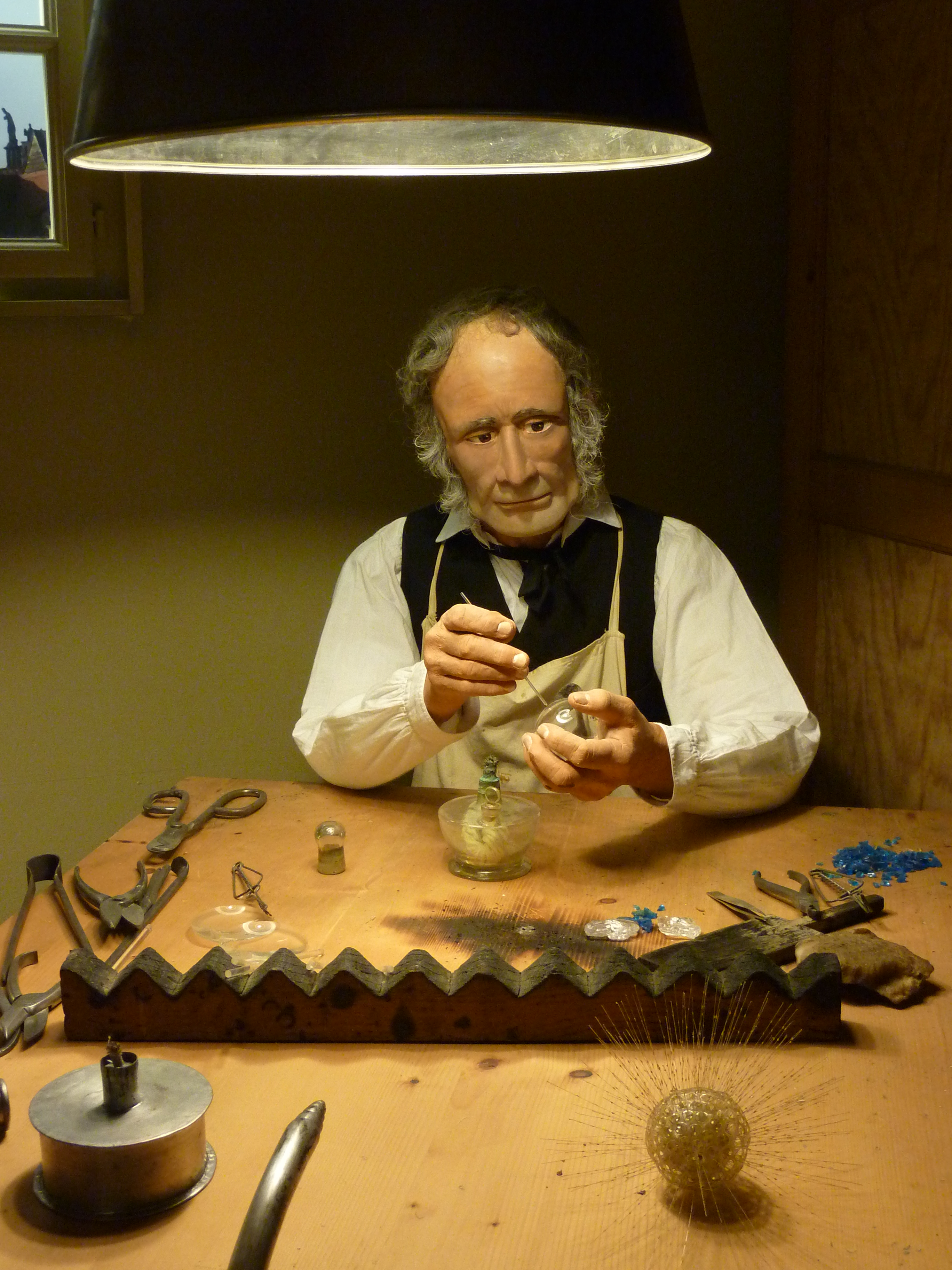
Léopold dans son atelier. Reconstitution au Muséum d'histoire naturelle de Genève.

Léopold Blaschke est né à Český Dub, ville du nord de la Bohême en République tchèque dans une famille originaire de Antoniwald des monts de la Jizera, région connue pour son industrie du verre, des métaux et des pierres précieuses. La famille avait également vécu dans l'industrie des verreries de Venise.
Enfant, Léopold montrait déjà une habileté artistique et était apprenti chez un orfèvre et tailleur de pierres précieuses. Ensuite il rejoignit l'entreprise familiale, laquelle produisait des ornements en verre et des prothèses oculaires. Il développa une technique qu'il appela filage de verre, qui lui permettait la fabrication d'œuvres en verre de grande précision et finement détaillés.
Léopold Blaschke fit latiniser son nom de famille en Blaschka et orienta l'entreprise vers la fabrication de prothèses oculaires.
En 1853, en raison d'un mauvais état de santé, un voyage en mer fut prescrit à Léopold Blaschka. Il fit un voyage aux États-Unis et retour. Il profita de son temps libre pour étudier et dessiner des animaux marins invertébrés.

## Premières œuvres

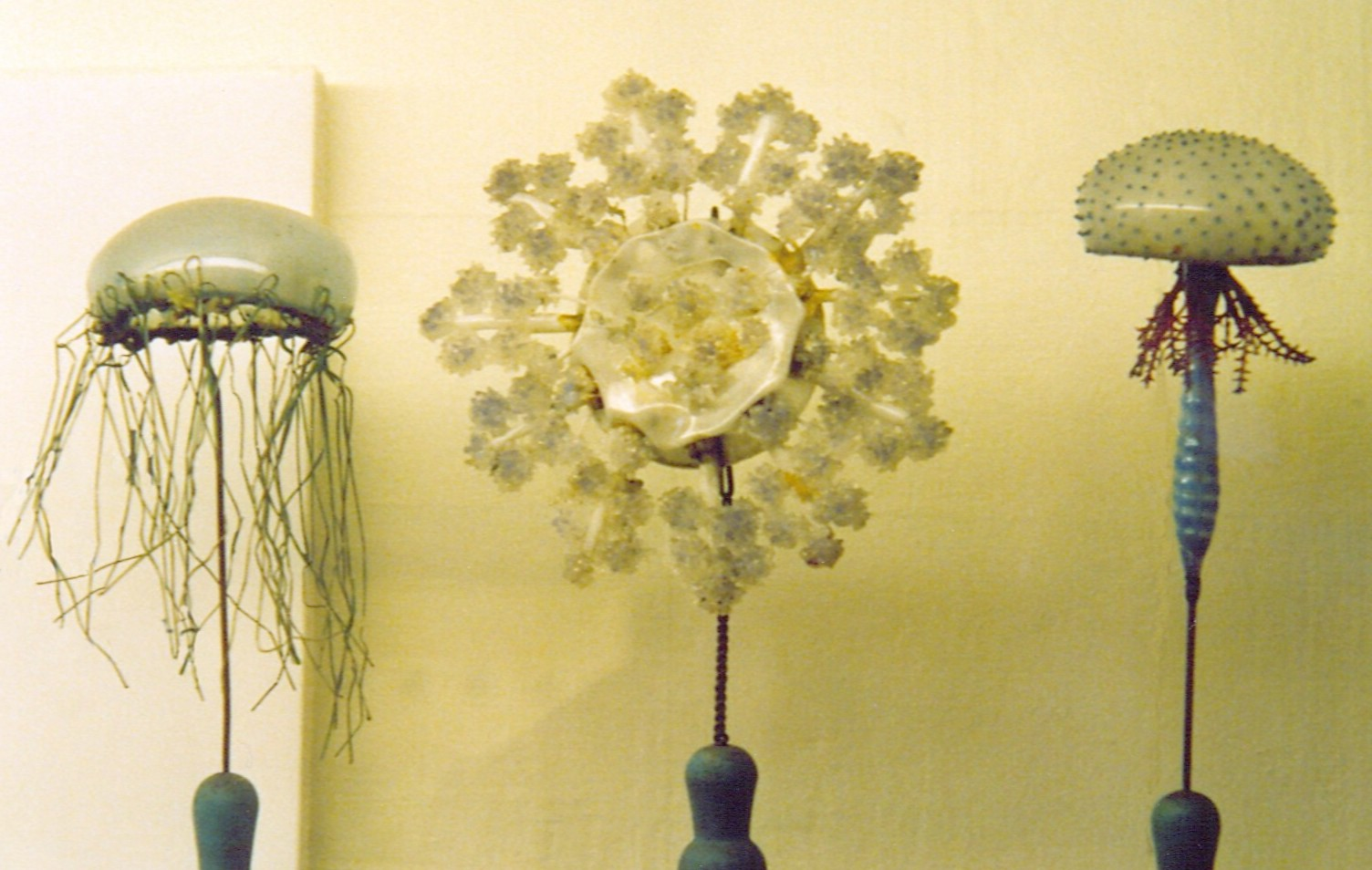
Invertébrés marins réalisés par les Blaschka, Musée d'histoire naturelle et du territoire de l'université de Pise, Calci, Italie.

Rudolf, le fils de Léopold, naquit en 1857. La famille s'installa à Dresde afin de donner à leur enfant des meilleures opportunités d'éducation. Léopold commença à fabriquer des œuvres en verre représentant des fleurs exotiques qu'il avait vues dépeintes dans des livres. Le prince Camille de Rohan entendit parler de son travail et lui commanda 100 modèles d'orchidées pour sa collection privée. En 1863, le Muséum Senckenberg de Dresde (le Museum für Tierkunde) commanda à Léopold la réalisation de douze exemplaires d'anémones de mer. Bien que ces projets étaient basés sur des dessins dans des livres, Léopold utilisa rapidement ses propres dessins pour reproduire des exemplaires très détaillés d'autres espèces animales  et sa renommée prit rapidement de l'ampleur.
Léopold Blaschka commença à vendre des représentations d'invertébrés marins aux musées, aux aquariums, aux universités et à d'autres corps enseignants qui souhaitaient une aide visuelle mais qui ne savaient pas conserver ces animaux de façon satisfaisante,. Cette méthode présentait une grande amélioration dans la représentation des animaux qui jusqu'à ce moment étaient présentés sous forme de dessins, calandrages, photographies et réalisations en papier mâché ou en cire. Progressivement il étendit son champ de travail à l'étude des animaux marins de la Mer du Nord, de la Mer Baltique et de la Mer Méditerranée et plus tard il fit construire un aquarium à son domicile afin de maintenir en vie des spécimens qui lui servaient de modèle.

## Contacts avec Harvard

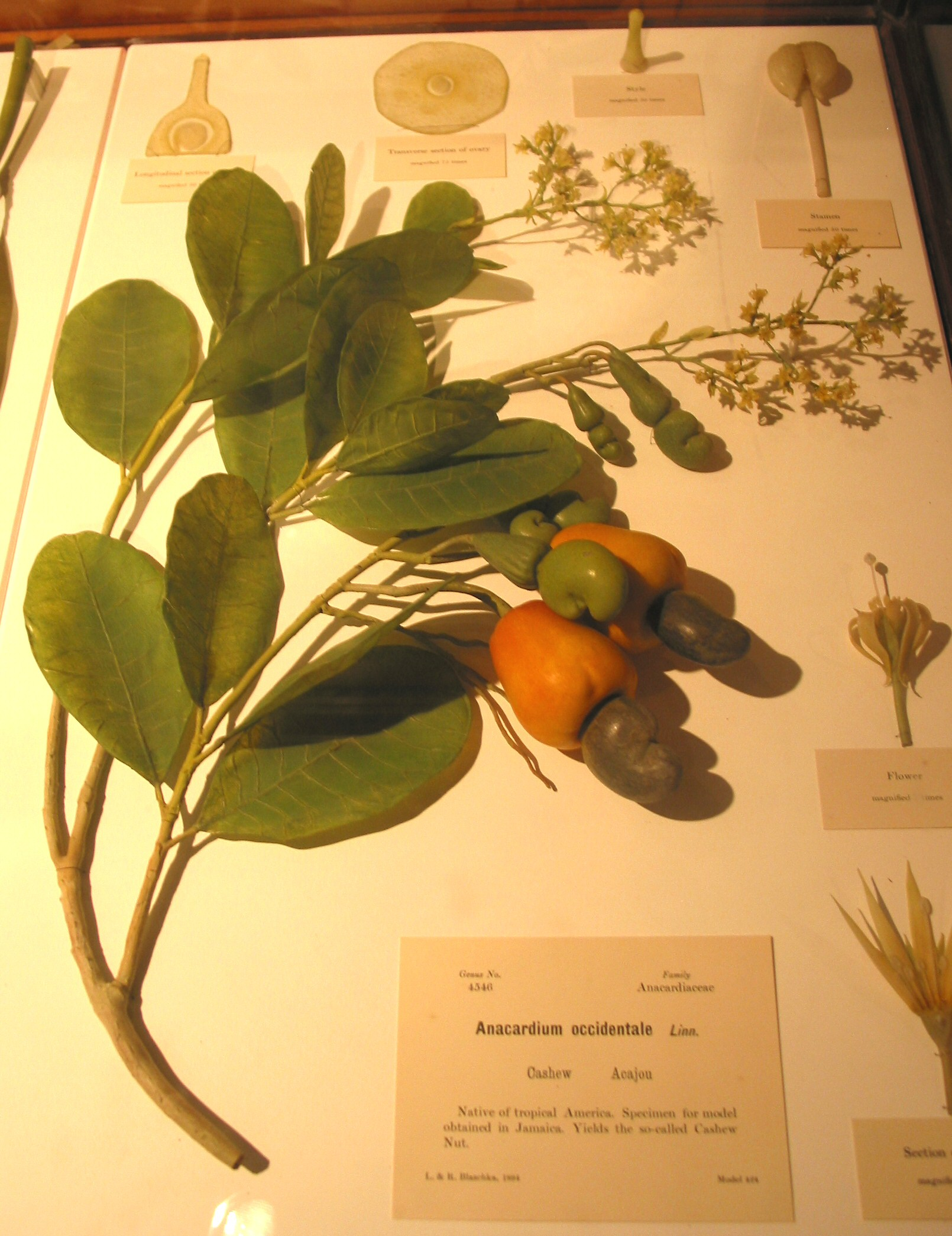
Anacardium occidentale (Pommier-cajou) issu de la collection de fleurs en verre de Harvard

En 1880, Rudolf commença à assister son père dans la production de modèles. Cette année-là, ils produisirent 131 modèles de mollusques, méduses et autres animaux pour le Musée d'Histoire Naturelle de Boston (actuellement le Musée des Sciences).
George Lincoln Goodale qui était en train de mettre sur pied le Musée botanique de Harvard à Cambridge découvrit ces modèles. En 1886, il fit le déplacement vers l'Europe pour rencontrer les Blaschka, après quelques difficultés, arriva à les convaincre de produire quelques nouveaux modèles de plantes pour lui. Certains comptes rendus prétendent que Goodale vit, dans la pièce où ils se rencontrèrent, quelques orchidées en verre du travail qu'ils avaient réalisé deux décennies plus tôt  La commande de Goodale exigea des Blaschka d'entreprendre une recherche considérable dans les espèces de plantes tant américaines qu'européennes et de mettre au point des nouvelles techniques de réalisation.
Les premiers modèles envoyés par les Blaschka à Goodale furent grandement endommagés par la douane des États-Unis. Cependant Goodale apprécia le travail artistique et montra les réalisations à tout son entourage. Parmi les personnes ayant vu le travail réalisé par les Blaschka se trouvaient Elizabeth C. et Mary Lee Ware, qui firent une offre de paiement pour un contrat à long terme avec les Blaschka afin de produire des modèles de plantes pour le musée. En 1887, les parties signèrent un contrat avec les Blaschka afin qu'ils travaillent à mi-temps pour la production de modèles pour Harvard. Léopold et Rudolph continuèrent, le temps restant, à produire des modèles d'invertébrés marins.
Cette fois, des arrangements furent pris afin d'envoyer les modèles directement à Harvard, où les équipes du musée pouvaient ouvrir les envois en toute sécurité, sous le contrôle des équipes des douanes. En 1890, les Blaschka signèrent un contrat d'exclusivité de dix ans avec Harvard pour la somme de 8 800 marks par an pour la création de modèles de fleurs en verre. Il leur fut demandé de produire le plus de variétés possibles de plantes, certaines devaient être montrées pollinisées ou parfois malades.

## Production de fleurs en verre

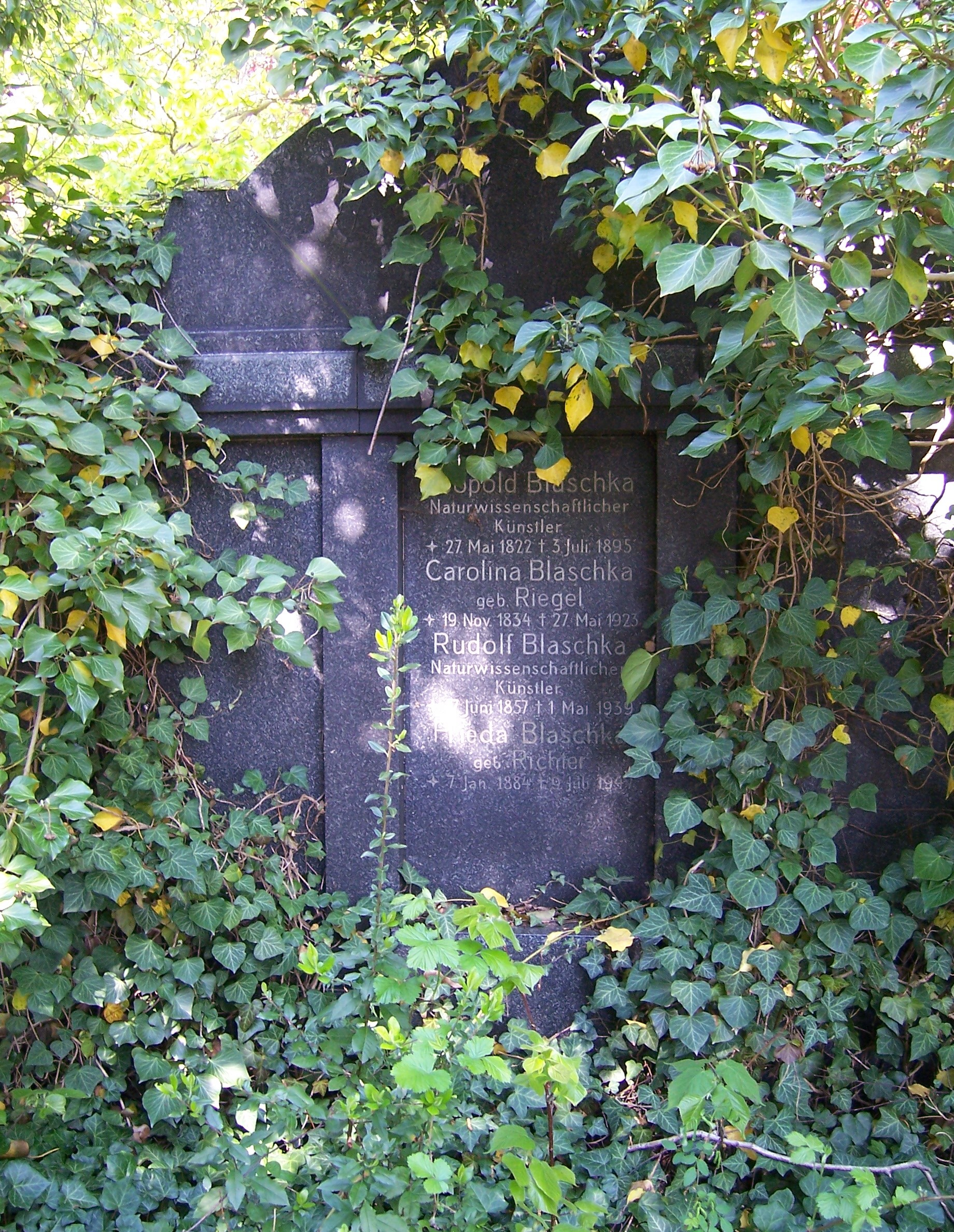
La tombe des Blaschka au cimetière Hosterwitzer à Dresde

Les Blaschka utilisaient un mélange de verre clair et de verre coloré et utilisaient parfois un fil métallique servant de support pour produire leurs modèles. De nombreuses pièces étaient peintes, ce travail étant entièrement confié à Rudolf. En vue de représenter des plantes qui n'existaient pas dans les environs de Dresde, Léopold et Rudolph étudièrent les collections de plantes exotiques du Château de Stillnitz  ainsi qu'au jardin botanique de Dresde (Botanischer Garten der Technischen Universität Dresden). Ils cultivèrent également des plantes issues de graines envoyées des États-Unis. En 1892, Rudolf parti en voyage dans les Caraïbes et aux États-Unis afin d'étudier plus de plantes. Il ramena de nombreux dessins très détaillés et de nombreuses notes.
En 1895, Rudolf fit un second voyage vers les États-Unis. Léopold Blaschka mourut durant le voyage de son fils. Rudolf continua à travailler tout seul. Au début du vingtième siècle, Rudolf trouvait qu'il ne lui était plus possible d'acheter du verre d'une très bonne qualité, il commença alors à produire son propre verre.
Rudolf continua à réaliser des modèles en verre jusqu'en 1938. À l'âge de 80 ans, vieux et fatigué, il annonça qu'il se retirait. Ni lui ni son père n'avaient formé un apprenti et Rudolf ne laissait pas de successeur. Rien que pour Harvard, Léopold et Rudolf avaient réalisé plus de  3 000 modèles de plantes de 780 espèces différentes, toutes à taille réelle et finement détaillés.

## Collections de modèles Blaschka
Les œuvres de Léopold et Rudolf Blaschka sont conservées dans différentes universités et musées d'histoire naturelle, parmi lesquels :
- Muséum d'histoire naturelle de Genève (Suisse)
- Musée de la science, Boston (États-Unis)
- Harvard Museum of Natural History (en), Cambridge, Massachusetts (États-Unis)
- Musée Hancock d'histoire naturelle, Newcastle upon Tyne, (Grande-Bretagne)
- Aquarium-Muséum de Liège (Belgique)[7]
- Musée zoologique de la ville de Strasbourg (France)
- Musée d'histoire naturelle de l'Université de Pise (Italie)[8]

## Galerie

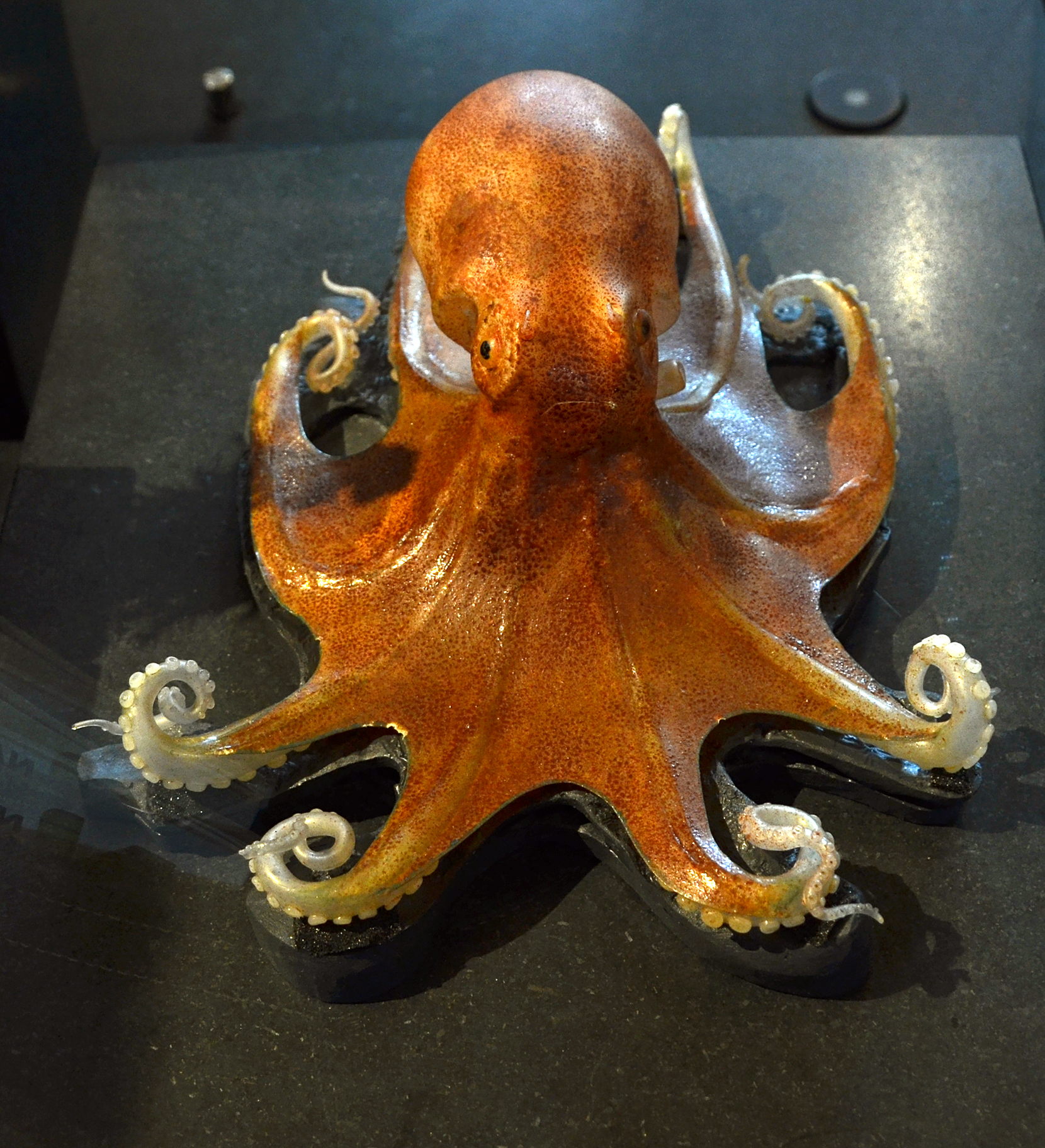
Pieuvre, Natural History Museum de Londres
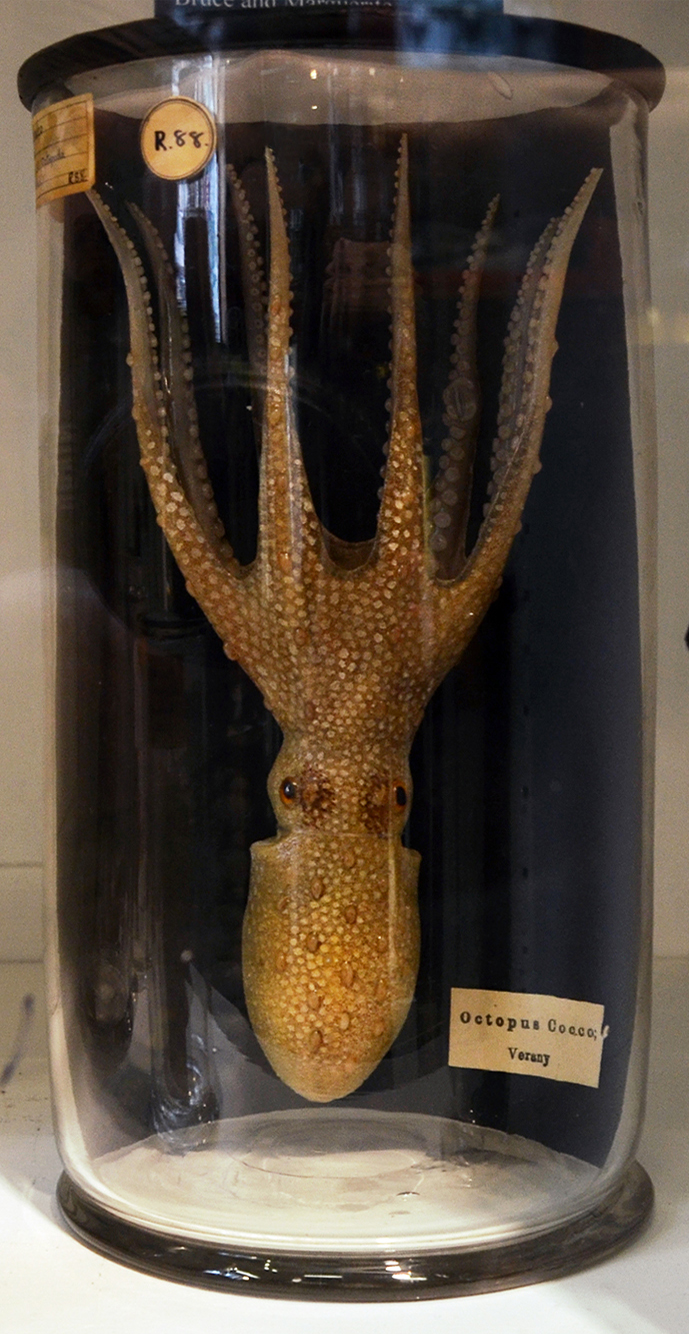
Octopus Cocco Vérany (ou aussi Pteroctopus tetracirrhus[9].), The Grant Museum of Zoology and Comparative Anatomy, Londres
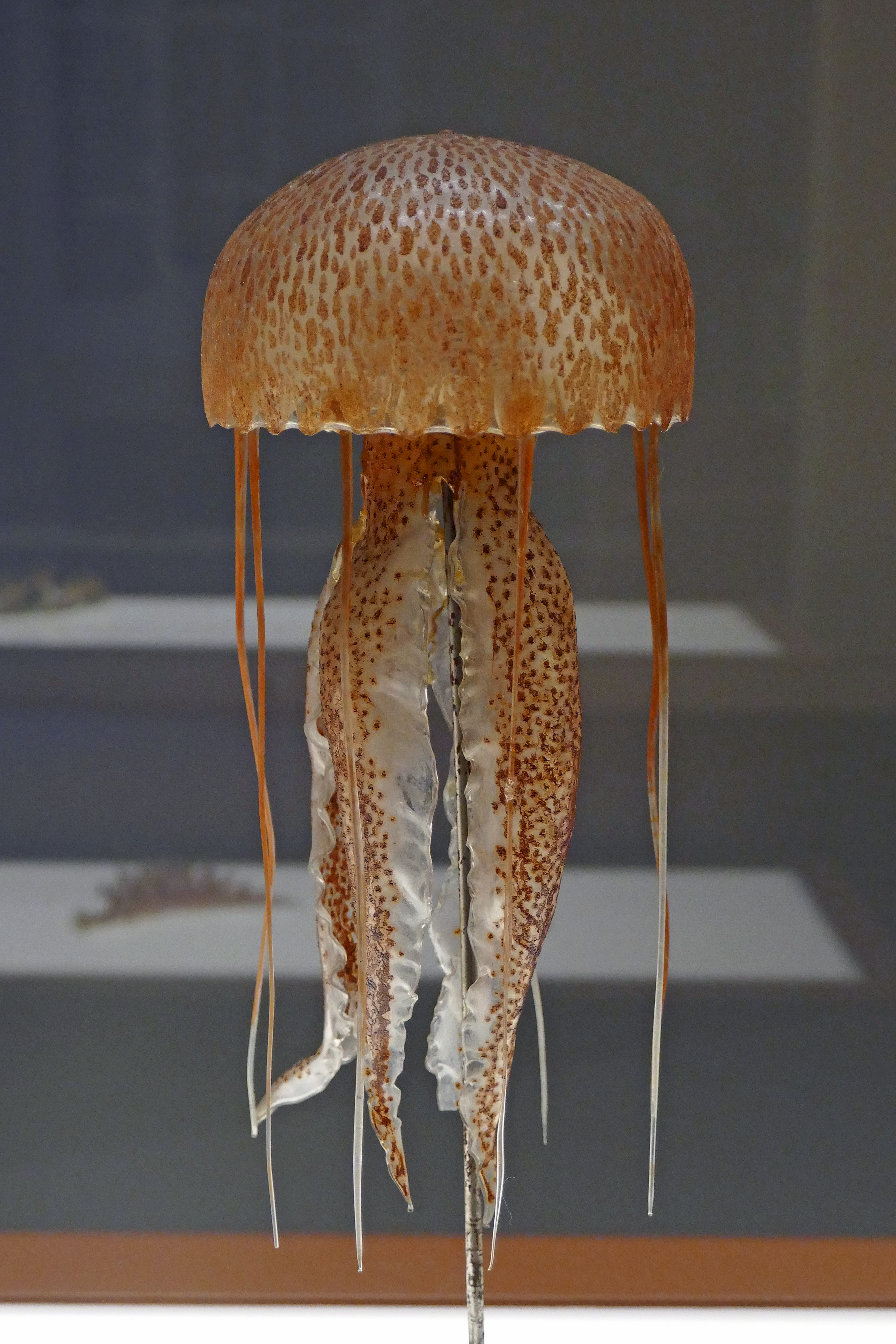
Pelagia noctiluca (méduse pélagique, Musée zoologique de Strasbourg
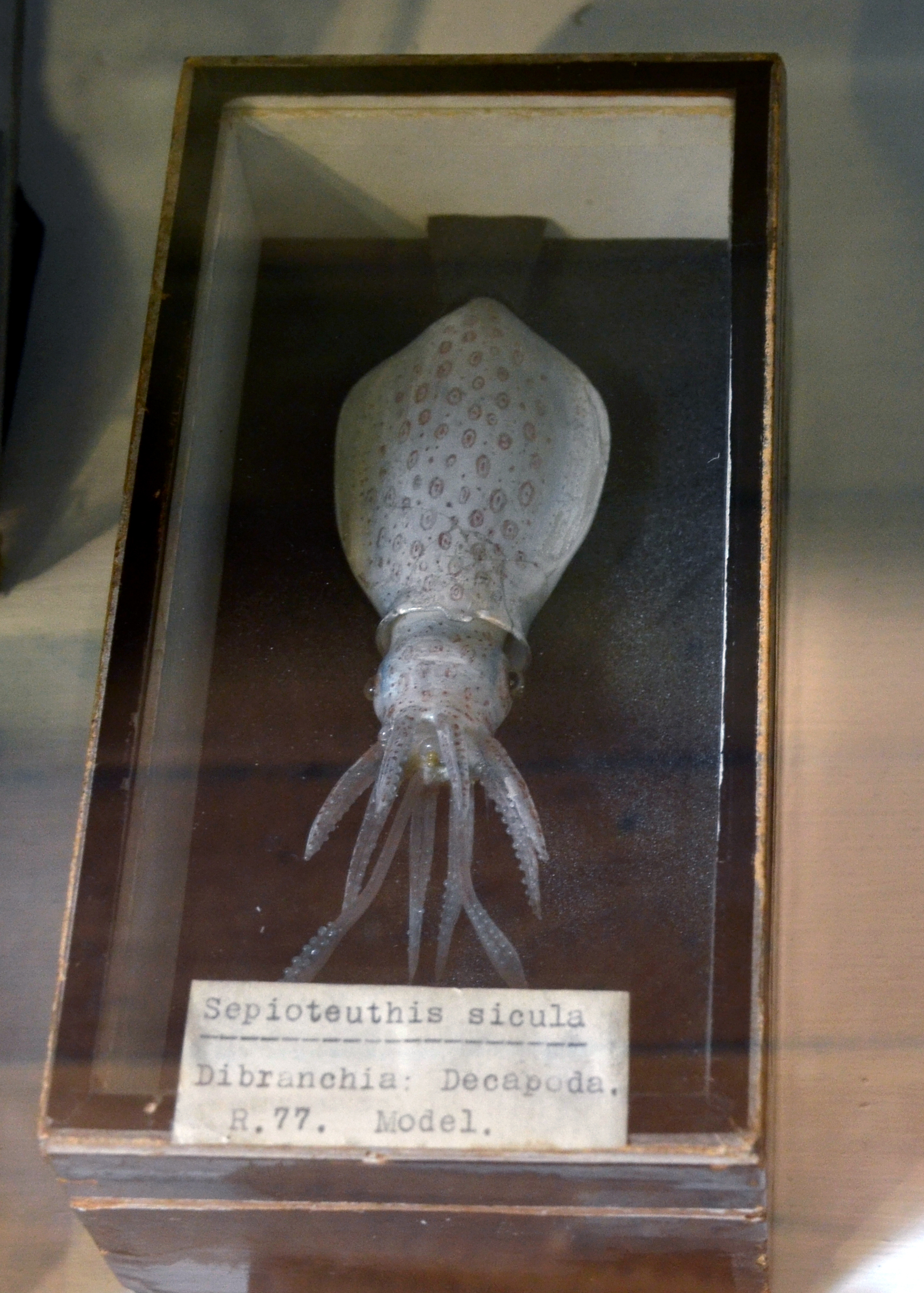
Sepioteuthis (seiche), The Grant Museum of Zoology and Comparative Anatomy, Londres
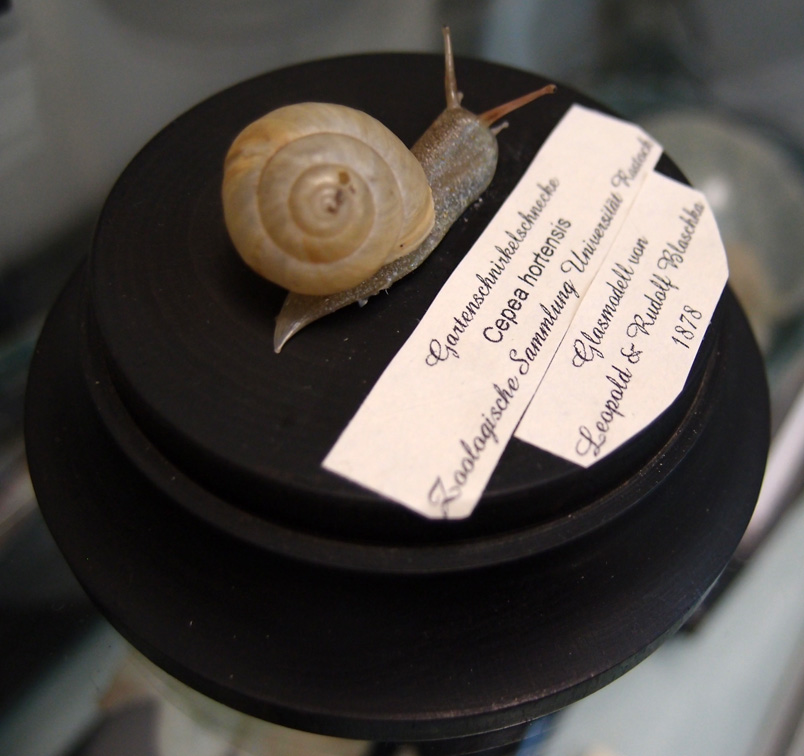
Cepaea hortensis (escargot des jardins), Collection zoologique de Rostock, Allemagne
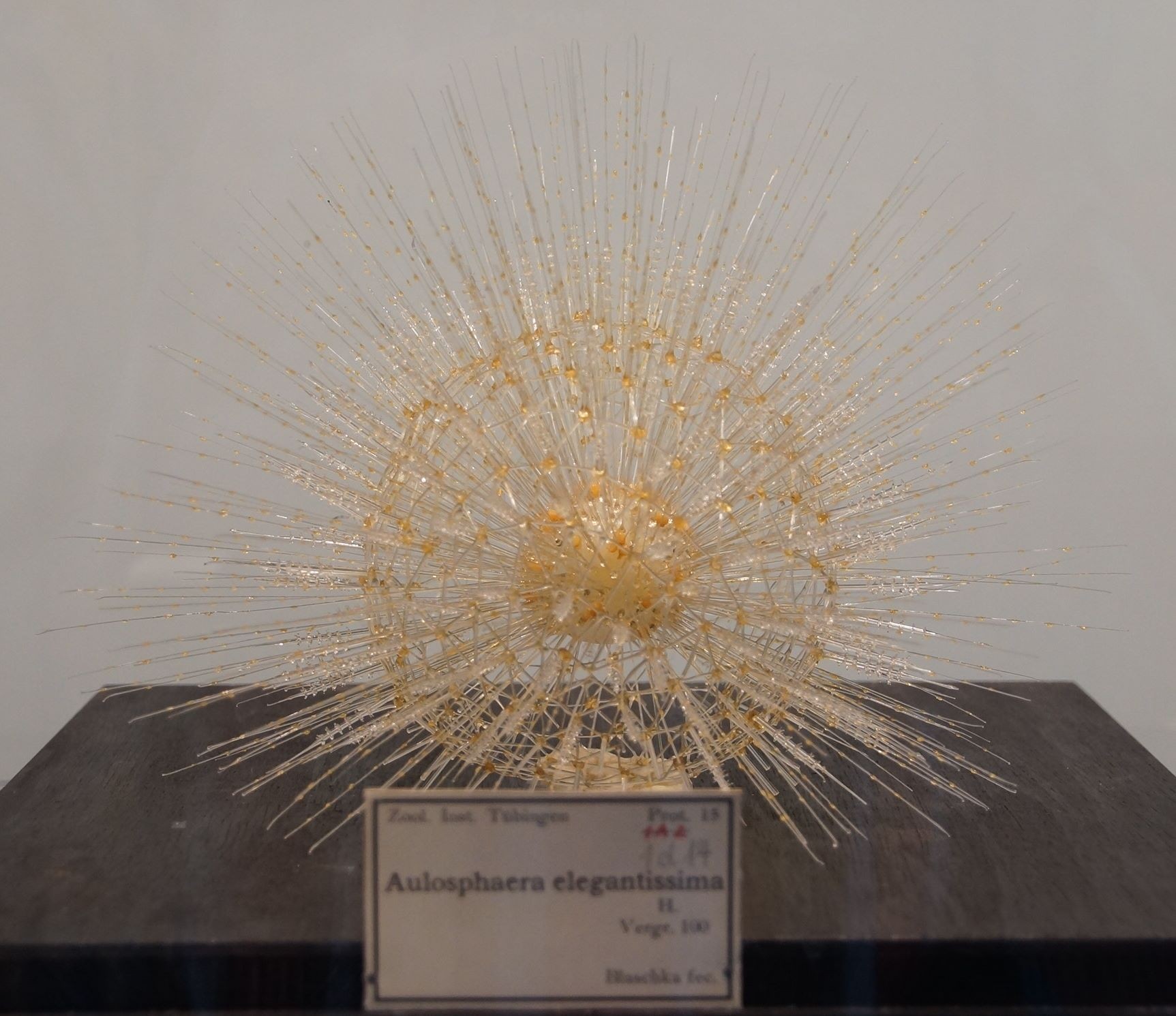
Aulosphaera elegantissima, Collection zoologique de Tübingen, Allemagne
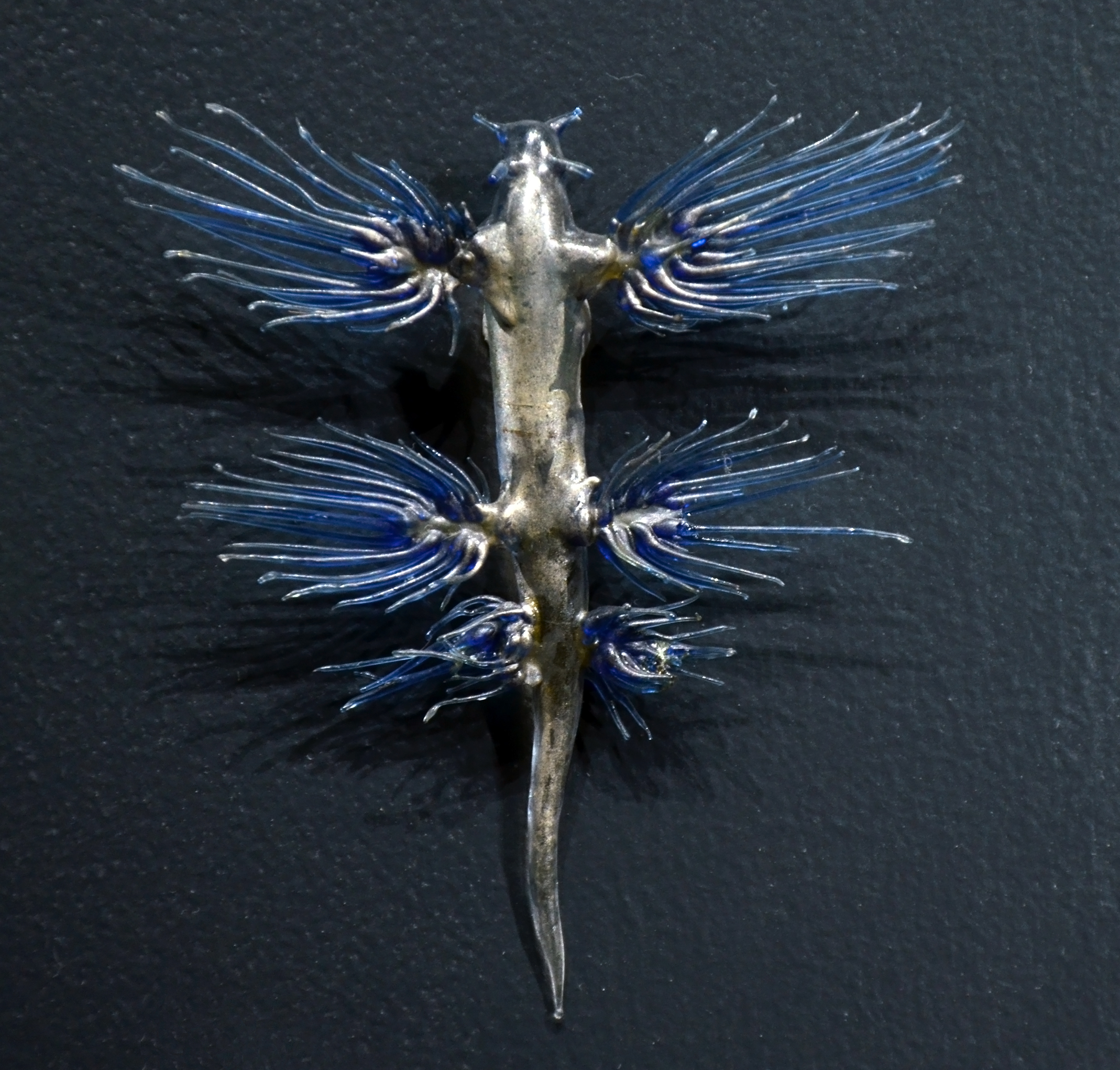
Glaucus atlanticus, Muséum d'histoire naturelle de Genève, Suisse